# Celanova
Celanova è un comune spagnolo di 5 993 abitanti situato nella comunità autonoma della Galizia.